# 글로브 앤드 메일

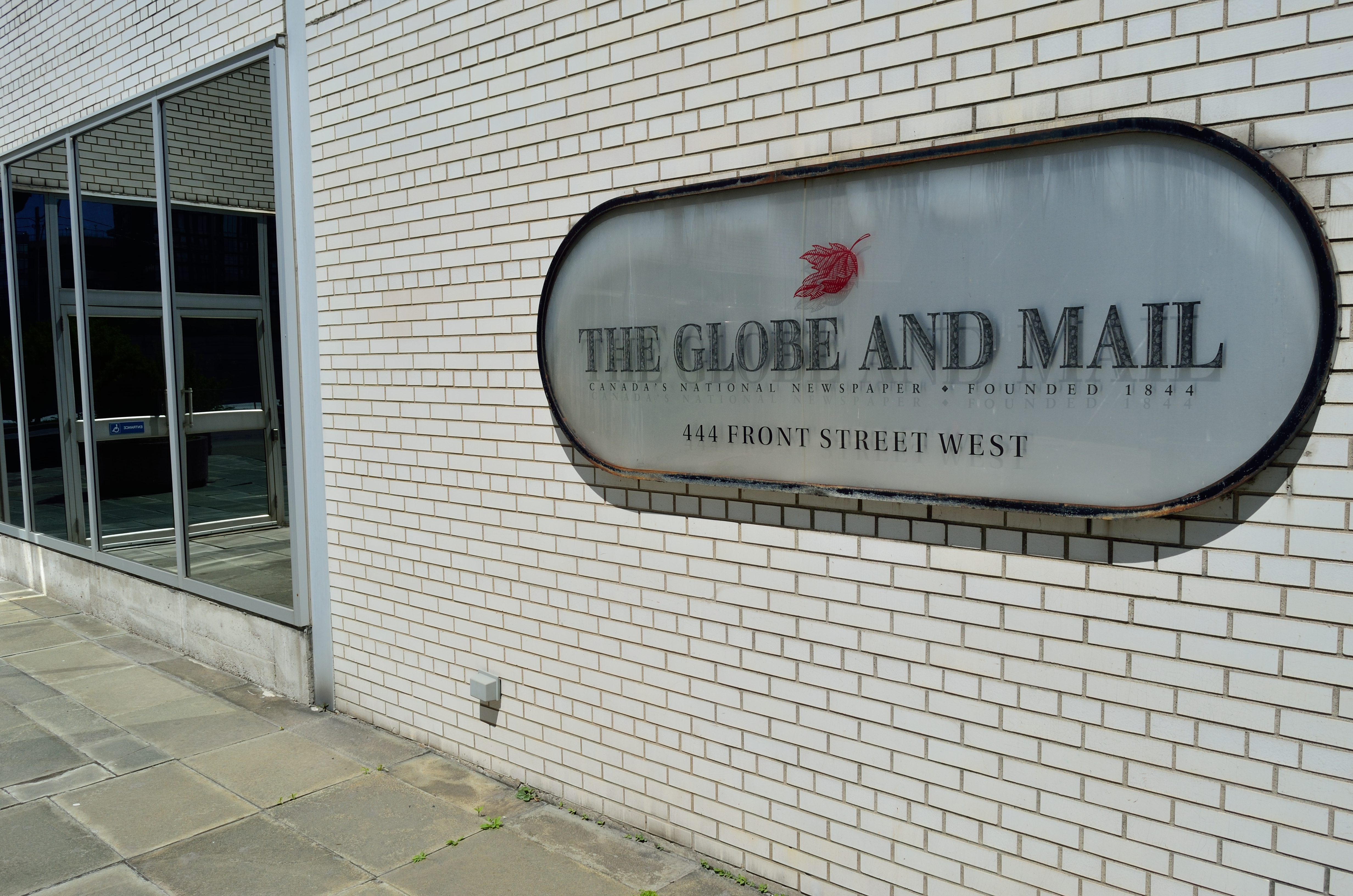

글로브 앤 메일(영어: The Globe and Mail)은 캐나다에서 발행되는 영어 일간지이다. 토론토에서 본사를 두었으며 6개의 도시에서 신문을 출판한다.

## 같이 보기
- 조지 브라운